# رايموند فراي
رايموند فراي (بالإنجليزية: Raymond Frey)‏ هو فيلسوف بريطاني، ولد في 1941، وتوفي في 2012.